# Jesusbevægelsen (bevægelse i 20. århundrede)
 For alternative betydninger, se Jesus-bevægelsen (bevægelse i 1. århundrede).
Jesusbevægelsen opstod i Californien i slutningen af 1960'erne og kulminerede i 1970'erne som en del af hippiebevægelsen. Man erstattede narkotika med ”Jesus-trips”. Jesus blev fremhævet som ”ren kærlighed”. Bevægelsen udviklede en kristendom uden kirke, med det spontane fællesskab om Jesus som centrum. Man organiserede sig i kollektiver, festivaler og gademission. I Danmark blev bevægelsen repræsenteret ved "Unge Kristne". Store dele af Jesusbevægelsen er i dag smeltet sammen med Den karismatiske Bevægelse.